# Abraham Dürninger

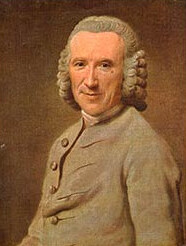
Abraham Dürninger

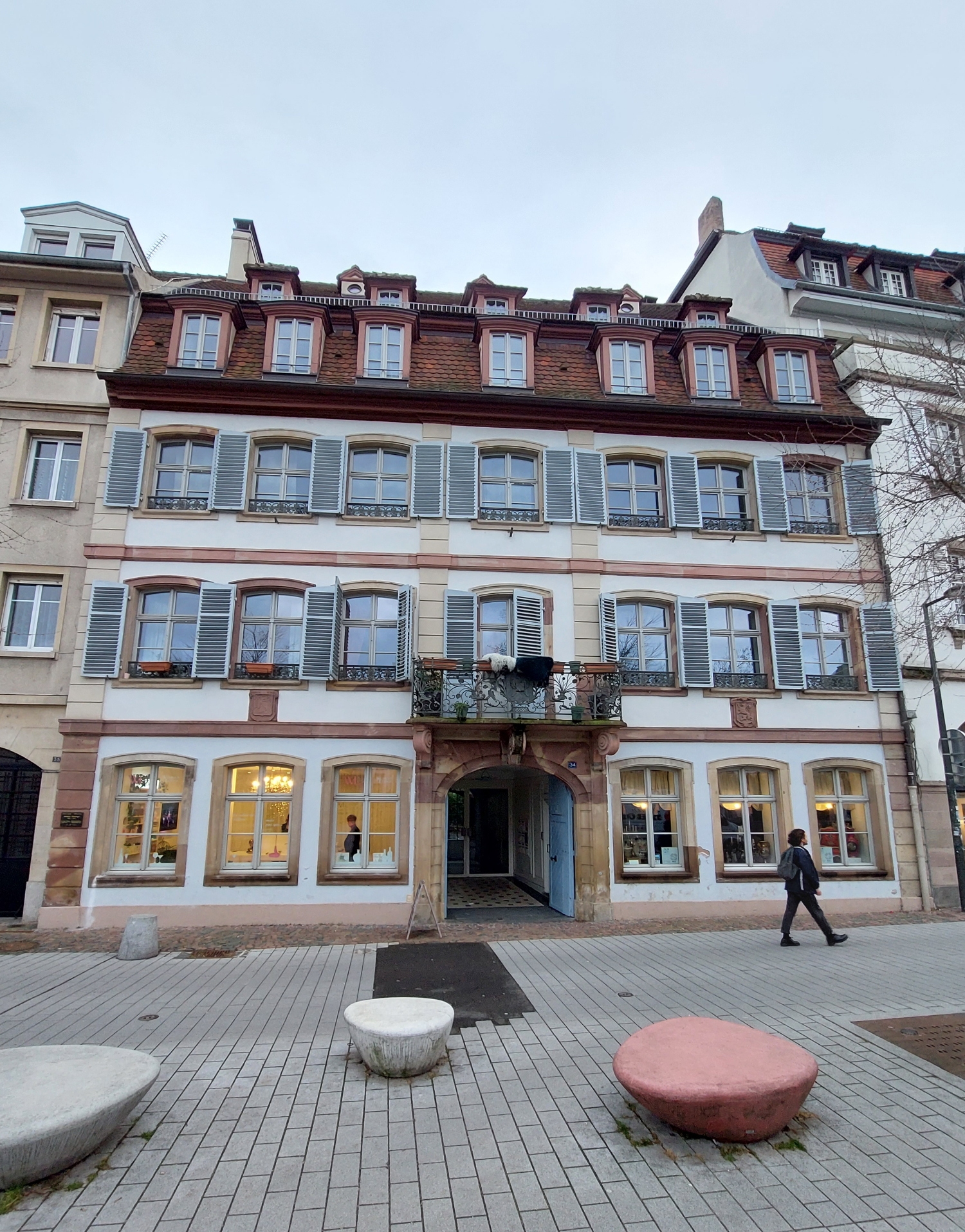
Geburtshaus Dürningers am Quai des Bateliers in Straßburg

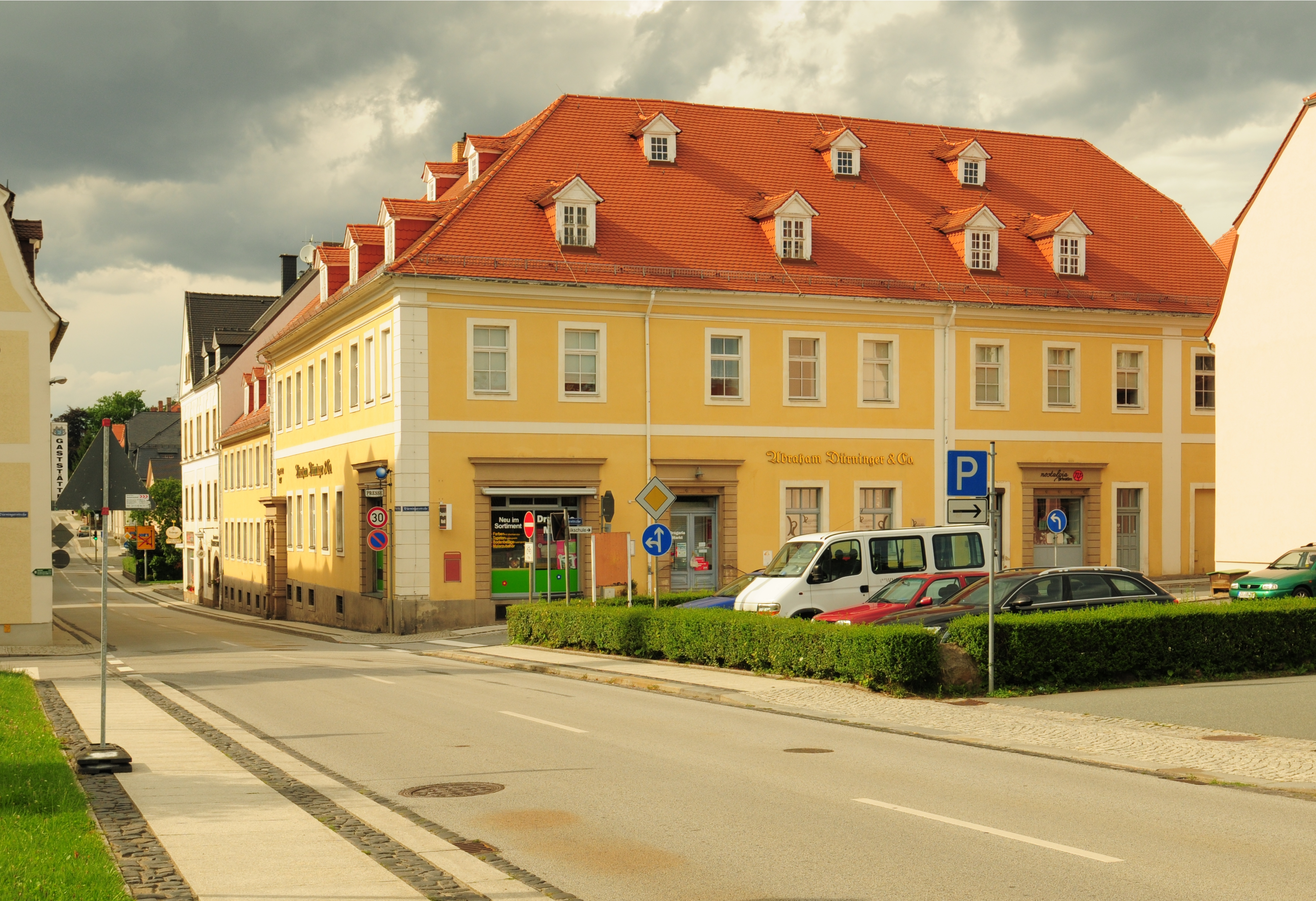
Stammhaus der Firma Abraham Dürninger & Co.

Abraham Dürninger (* 22. Dezember 1706 in Straßburg; † 13. Februar 1773 in Herrnhut) war ein deutscher Kaufmann, Diakon und Herrnhuter Bruder.

## Leben
Abraham Dürninger wurde als zweites von neun Kindern des Kaufmanns und Straßburger Ratsherrn Jakob Dürninger und seiner Ehefrau Susanna Katharina geboren. Im väterlichen Geschäft sowie in Handelshäusern in Basel, Amsterdam, Alicante und Nancy erlernte er den Kaufmannsberuf. Nach seiner Rückkehr wurde er zum Syndikus einer Eisenschmiede bestellt, so dass er über seine kaufmännischen Kenntnisse hinaus auch einen Einblick in Produktionsprozesse gewann.
1741 war Dürninger, der tief religiös veranlagt und auf der Suche nach einer religiösen „Heimat“ war, in Straßburg einigen Brüdern der Herrnhuter Brüdergemeine begegnet, die ihn beeindruckten. Im Juli 1743 reiste er nach Herrnhaag in der Wetterau, um in der dortigen Brüdergemeine deren Lebens- und Glaubensweise kennenzulernen. Im Dezember 1744 trat er der Gemeine bei. In den folgenden Jahren arbeitete er in der Verwaltung der Herrnhaager Brüdergemeine und vor allem als „Rechnungsführer“ (Buchhalter) des kurz zuvor im Lindheimer Schloss eingerichteten Theologischen Seminars der Herrnhuter Brüdergemeine. Am 18. September 1747 heiratete er die Witwe Anna Christina Obermüller (1715–1792), geborene Frantz, die ihm als Ehefrau zugelost worden war.
Nach der Hochzeit wurden Abraham Dürninger und seine Frau nach Herrnhut entsandt. Denn dort sollte er die Leitung des kleinen Ladens der örtlichen Brüdergemeine übernehmen. Dank seiner Tatkraft und seiner Kenntnisse machte er aus dem bescheidenen Gemeindeladen das bedeutende Handelsunternehmen Abraham Dürninger & Co mit Sitz in Herrnhut, das bereits im 18. Jahrhundert im internationalen Handel erfolgreich tätig war.